# Oneirodes thysanema
Oneirodes thysanema är en fiskart som beskrevs av Pietsch och Seigel, 1980. Oneirodes thysanema ingår i släktet Oneirodes och familjen Oneirodidae. Inga underarter finns listade i Catalogue of Life.